# مجلس وزراء العراق
مجلس وزراء العراق هو السلطة التنفيذية في الحكومة العراقية. مقرّه الحالي في بغداد بمنطقة كرادة مريم.
ينتخب مجلس النواب العراقي رئيس الدولة الذي يشكيل مجلس الرئاسة مع اثنين من النواب. مجلس الرئاسة يعين رئيس الوزراء الذي يعين مجلس الوزراء، وجميعهم يجب أن يوافق عليهم مجلس النواب.

## مجلس الوزراء 2010
وقد نال مجلس الوزراء الثقة من مجلس النواب في 21 كانون الأول/ديسمبر 2010 ، في أعقاب الانتخابات العامة في ايار/مايو. وتمت الموافقة على أسماء خمسة وثلاثين وزيرا، مع وزارات بوزراء مؤقتون ريثما يتم الاتفاق على وزراء دائمين.

## مجلس الوزراء 2014
الحكومة العراقية 2014 برئاسة حيدر العبادي نالت ثقة البرلمان العراقي في 8 أيلول 2014.

## مجلس الوزراء 2018
الحكومة العراقية 2018 برئاسة عادل عبد المهدي نالت ثقة 14 وزيراً من حكومته في 24 تشرين الأول/أكتوبر، 2018 فيما تم تأجيل عدة وزارات إلى وقت لاحق.

## مجلس الوزراء 2020
الحكومة العراقية الإنتقالية 2020 برئاسة مصطفى الكاظمي نالت ثقة البرلمان العراقي في 7 أيار/مايو 2020.

## مجلس الوزراء 2022
الحكومة العراقية 2022 برئاسة محمد شياع السوداني نالت ثقة البرلمان العراقي في 13 تشرين الأول/أكتوبر 2022.